# Старая Скирла
Старая Скирла — деревня в Кыштовском районе Новосибирской области. Входит в состав Малокрасноярского сельсовета.

## География
Площадь деревни — 9 гектаров.

## История
Основана в 1806 г. В 1928 году состояла из 74 хозяйств, основное население — русские. В составе Ново-Скирловского сельсовета Мало-Красноярского района Барабинского округа Сибирского края.

## Население
| 1926 | 2002 | 2007 | 2010 |
| ---- | ---- | ---- | ---- |
| 379  | ↘25  | ↘18  | ↘12  |

## Инфраструктура
В деревне по данным на 2007 год отсутствует социальная инфраструктура.